# Xanthophenax elongatulus
Xanthophenax elongatulus är en stekelart som först beskrevs av Morley 1914.  Xanthophenax elongatulus ingår i släktet Xanthophenax och familjen brokparasitsteklar. Inga underarter finns listade i Catalogue of Life.